# 岡田芽武
岡田 芽武（おかだ めぐむ、1971年3月15日 - ）は、日本の漫画家、漫画原作者。東京都出身。 企画デザイン会社・スタジオレスポンス代表。

## 来歴
1992年に『コミックガンマ』（竹書房）において連載開始した「SHADOW SKILL」でデビューし、代表作に。主に青年誌で作品を発表している。デビュー作である「SHADOW SKILL」は、ラジオドラマ、OVAなどのメディアミックスを経て、1998年にテレビアニメが放映された。
2003年、『チャンピオンRED』において、自身初となる原作付きの漫画「聖闘士星矢EPISODE.G」の連載を開始する 。『聖闘士星矢』関連の原作者以外が漫画を担当する外伝作品の先駆けとなる 。続編として「聖闘士星矢EPISODE.G アサシン」を連載し、2025年3月現在では「聖闘士星矢EPISODE.Gレクイエム」を『チャンピオンクロス』にて連載中である。
また、漫画家としての活動と並行して、画業30周年を記念した実写映画を自身が所属する『Team BLOCKHEADS』のメンバーと共に撮影していたが、新型コロナウイルスが流行し撮影が中断されたため、ソーシャルディスタンスなどに配慮したアニメ「女優エイガトル」を発案、制作している。

## 作風
- スクリーントーンを多用した絵柄、見開きを使った派手な画面効果が特徴。
- 漫画の作画中に吹き出しを使用せずに巨大写植を絵の上に載せ、技を表現する技法を考案した初めての作家[6][7]。
- 「聖闘士星矢EPISODE.G アサシン」の連載開始後数話でのWEB雑誌への移行に伴いフルカラー漫画の連載を開始する。
- 「SHADOWSKILL」などの原作と作画を共に担当する漫画のみではなく、小池一夫や車田正美などの他の作家との共作による作品も多い。また「聖闘士星矢Golden Age」では、小説も執筆している。

## 作品リスト

### 漫画作品
- SHADOW SKILL
商業誌デビュー作であり、代表作。最初の掲載誌『コミックガンマ』が休刊、次の雑誌『ドラゴンジュニア』では原稿を紛失されるアクシデントにより掲載中止。後に『アフタヌーンシーズン増刊』で連載再開。『ニライカナイ 〜遥かなる根の国〜』掲載終了後は『月刊アフタヌーン』にて掲載。2006年2月号にて一時休載するも、2009年9月号より再開し2014年5月号まで不定期連載。
講談社から出版されている単行本（アフタヌーン掲載分）は、巻数に一度リセットがかかっている（詳しくはSHADOW SKILLを参照）。
- 朧（『月刊コミックドラゴン』）全2巻
- ニライカナイ 〜遥かなる根の国〜（『月刊アフタヌーン』1999年 - 2003年）全6巻
- 幻想世界英雄烈伝 忍ザード（『コミックガンマ』1994年 - 1995年）全1巻（2巻は発売されなかった）
- 幻想世界魔法烈伝 WIZバスター（『月刊少年ガンガン』1996年）全3巻
- 幻想世界英雄烈伝 フェアプレイズ（『コミックボンボン』2001年 - 2002年）全3巻
- 聖闘士星矢EPISODE.G（原作：車田正美、『チャンピオンRED』2003年 - 2013年）全20巻
  - 聖闘士星矢EPISODE.G アサシン（原作：車田正美、『チャンピオンRED いちご』→『チャンピオンクロス』→『マンガクロス』2014年 - 2019年）全16巻
  - 聖闘士星矢EPISODE.Gレクイエム（原作：車田正美、『マンガクロス』→『チャンピオンクロス』2020年 - 連載中）既刊8巻
- 木偶 〜Block Head〜（原作：小池一夫、『チャンピオンRED』 2013年12月号 - 2014年3月号）
- 萌えの大地（『チャンピオンRED いちご』）単行本未収録
- SMガールズ外伝 セイバーマリオネットZ（原作：あかほりさとる・ねぎしひろし、『アニメV』1995年 - 1996年、STUDIO RESPONSEメンバーとの共同執筆作。岡田はストーリー脚本と統括を担当）

### 小説(挿絵)
- 「心・影技」（竹書房ガンマ文庫、著：関島眞頼）
- 「業・影技」（竹書房ガンマ文庫、著：渡辺大祐）
- SHADOW SKILL APOCRYPHA -影技-外典1“FIRE FOX”（富士見ファンタジア文庫、著：富永浩史）
- SHADOW SKILL APOCRYPHA -影技-外典2“ETENDERD”（富士見ファンタジア文庫、著：富永浩史）
- マジカル・シティ・ナイト（スーパークエスト文庫、著：朝松健）

### その他
- SDガンダム - CDジャケット担当
- 三国志大戦 - SR馬超などのイラストを担当
- 女優エイガトル - 原作・作画・監督（モキュメンタリーアニメーション）「アートにエールを！東京プロジェクト」選出[8]